# Herkules III

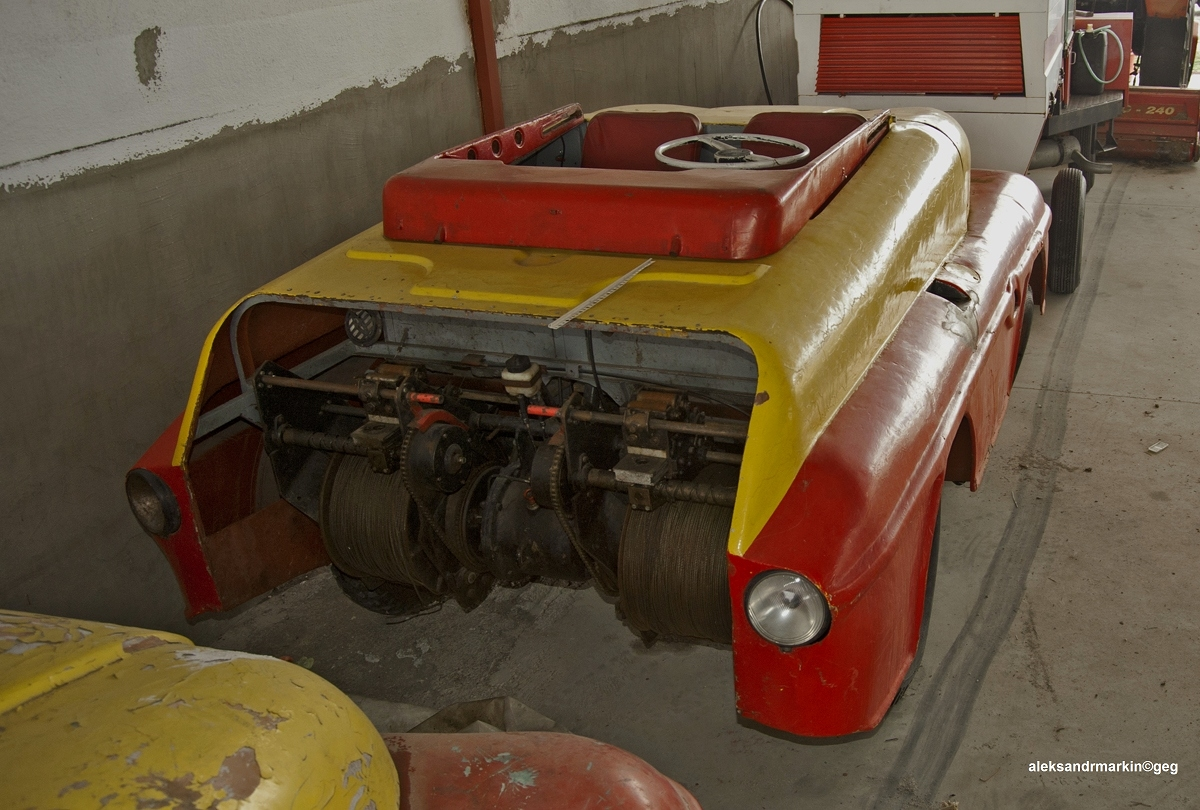
Herkules III

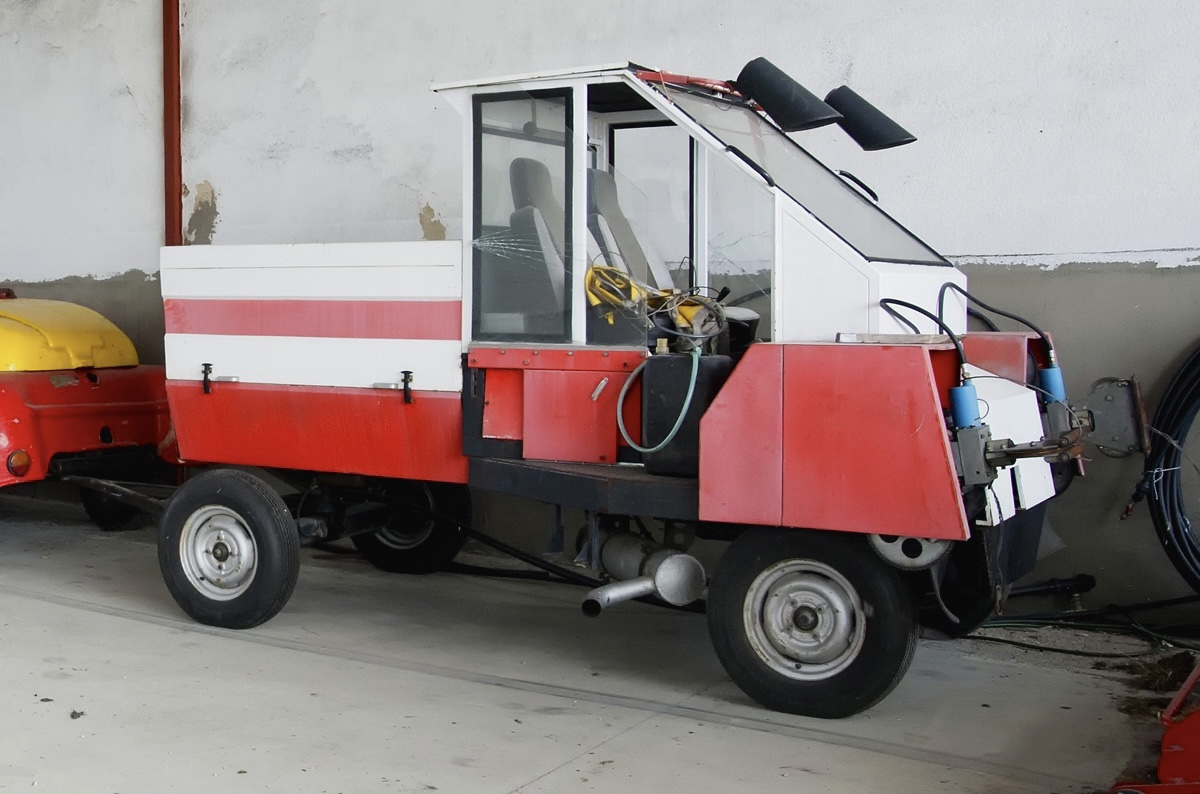
Herkules IV

Die Herkules III (kurz H3) ist eine selbstfahrende Seilwinde zum Starten von Segelflugzeugen. Sie wurde von 1957 bis 1961 mit einer Stückzahl von 522 bei Moravan Otrokovice gebaut, kann selbst fahren und ist etwa so groß wie ein Wartburg. In den 1960er und 1970er Jahren gehörte sie zum Inventar von nahezu jedem Segelflugplatz der DDR und vieler weiterer Staaten. In den 1980er Jahren begann ihre Verdrängung durch den leistungsstärkeren Nachfolger Herkules IV.

## Motor
Beim Motor handelt es sich um einen V8-Dieselmotor mit Direkteinspritzung, der auch im LKW Tatra 128 verwendet wurde. Er besitzt folgende Parameter:
| Windenmotor               | Windenmotor                 |
| ------------------------- | --------------------------- |
| Typ                       | Tatra 108-4                 |
| Leistung                  | 99 kW (134 PS) bei 2000/min |
| Drehmoment                | max. 500 Nm bei 1200/min    |
| Bohrung                   | 110 mm                      |
| Hub                       | 130 mm                      |
| Hubraum                   | 9883 cm³                    |
| Verdichtungsverhältnis    | 16,5:1                      |
| Zündfolge                 | 1-6-3-5-4-7-2-8             |
| spez. Kraftstoffverbrauch | 190 g/PSh                   |

Die Kühlung des Motors erfolgt durch Luft und den großen Motorölvorrat. Jedem Windenfahrer wird jedoch der unbeschreibliche Sound durch den (kaum vorhandenen) Auspuff in Erinnerung sein.

## Getriebe
Die Kraftübertragung erfolgt vom Motor über die Schwungmasse auf eine hydraulische Kupplung mit einem Inhalt von 8 l. Von dort aus geht es weiter über eine Hardyscheibe auf ein Stirnradgetriebe. Von hier gelangt die Motorleistung entweder zu den Seiltrommeln oder auf die angetriebene Achse. Das Schalten erfolgt über ein Handschaltrad im Führerraum.

## Trommeln und Spulvorrichtung

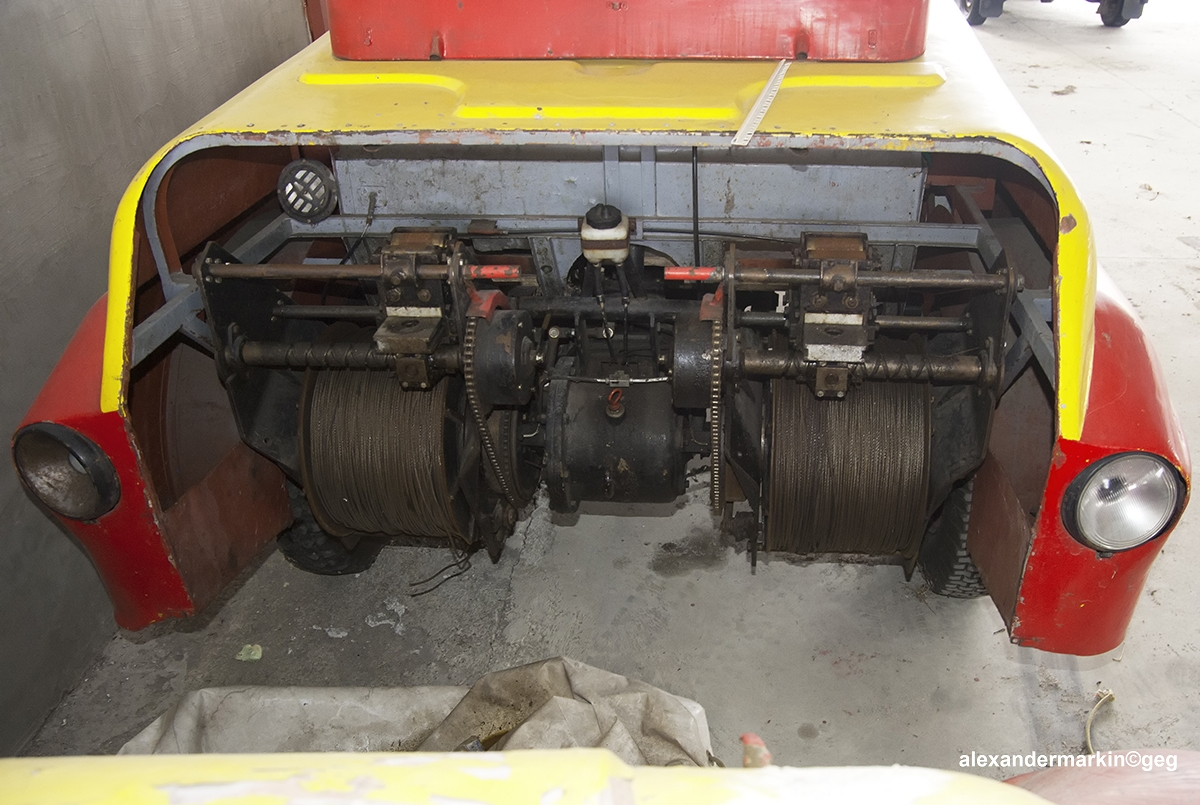
Trommeln und Spulvorrichtung

Auf den Seiltrommeln wird das Stahlseil aufgewickelt. Damit es nicht nur auf einer Seite aufgespult wird, gibt es eine Spulvorrichtung. Diese bewegt sich vor der Trommel hin und her. Ungünstigerweise ist die Spulvorrichtung so gebaut, dass sie die ganze Seillast tragen soll, falls das Segelflugzeug nicht vorhält, d. h. einen seitlichen Zug erzeugt.

## Windenbetrieb
Die Winde ist eine alte Konstruktion und auf die Bedürfnisse des Segelfluges in den 1950er Jahren ausgelegt. Dementsprechend ist sie auch nur für Flugzeuge der damaligen Zeit konzipiert. Sie zieht problemlos einsitzige Flugzeuge wie Grunau Baby, Lo-Meise, K8 oder auch Astir und LS4. Auch mit älteren Doppelsitzern wie Lommatzsch FES-530, Ka 4 oder K 7 hat die Winde wenig Probleme; ebenso gut lässt sie sich exzellent für den Schlepp des SG 38 einsetzen. Für die Ansprüche der modernen Doppelsitzer ist sie jedoch auf Grund der geringen Leistung ungeeignet. Ab den frühen 1990er Jahren erfolgte deshalb bei vielen Luftsportvereinen der Umbau auf das leistungsstärkere Triebwerk des Tatra 148, welches aufgrund des höheren Hubraums von 12,6 Litern nunmehr 212 PS leistet und auch den Ansprüchen der schweren Doppelsitzer wie PZL Bielsko SZD-50, Schleicher ASK 21, SZD-9 Bocian, Grob G 103, DG Typen usw. gerecht wird. Auch heute noch wird dieses Triebwerk in den Herkules-III-Winden eingesetzt.

## Noch vorhandene Exemplare
In den folgenden Segelflugvereinen sind noch Winden vom Typ H3 vorhanden (Zustand in Klammern):
- E-143: Fliegerclub Anklam[3][4]
- E-169: LSV Mühlhausen[5]
- E-276: Fliegerclub Bronkow[6]
- E-278: Flugsportverein Altenburger Land e.V.
- E-284: Aeroclub Zwickau[7]
- E-286: Neustadt-Glewe[8]
- E-287: Flugsportvereinigung "Otto Lilienthal" e.V. in Finsterwalde
- E-288: Ballenstedter Aeroclub e.V. (betriebsfähig; Originalzustand; Fahrgetriebe defekt)[9]
- E-310: Aeroklub Hoyerswerda // vormals (1997) Fliegerklub Pirna, umgebaut auf TATRA T 2-928-2 (212 PS, 800 Nm, 12.600 cm³)[10]
- E-403: Aeroclub Bad Frankenhausen[11]
- E-408: Aeroklub Hoyerswerda, 1991 umgebaut auf TATRA T 2-928-2 (212 PS)[12]
- E-410: Vilniaus aeroklubas[13]
- E-405: Pasewalker Luftsportclub „Die Ueckerfalken“ e.V.[14]
- E-???: Landessegelflugschule Thüringen e.V.
- E-???: Leipzig-Taucha[15]
- E-166: Sportfliegerclub Greifswald e.V. (Motor überholt und Karosserie neu lackiert)
- E-???: Fliegerklub Müncheberg Eggersdorf
- E-???: Segelflugclub Erfurt e.V. (regelmäßige Wartung/Pflege, Zustand "2", nicht mehr im Einsatz)